# 青埔 (桃園市)
青埔，是臺灣桃園市中壢區的一個傳統地域名稱，位於該區北部。相較於今日行政區，其範圍大致包括青埔里不含西部凸出部分及東南端、水尾里西北端，以及大園區青峰里東南端，鄰近的橫山內並有聚落名為下青埔。

## 開發

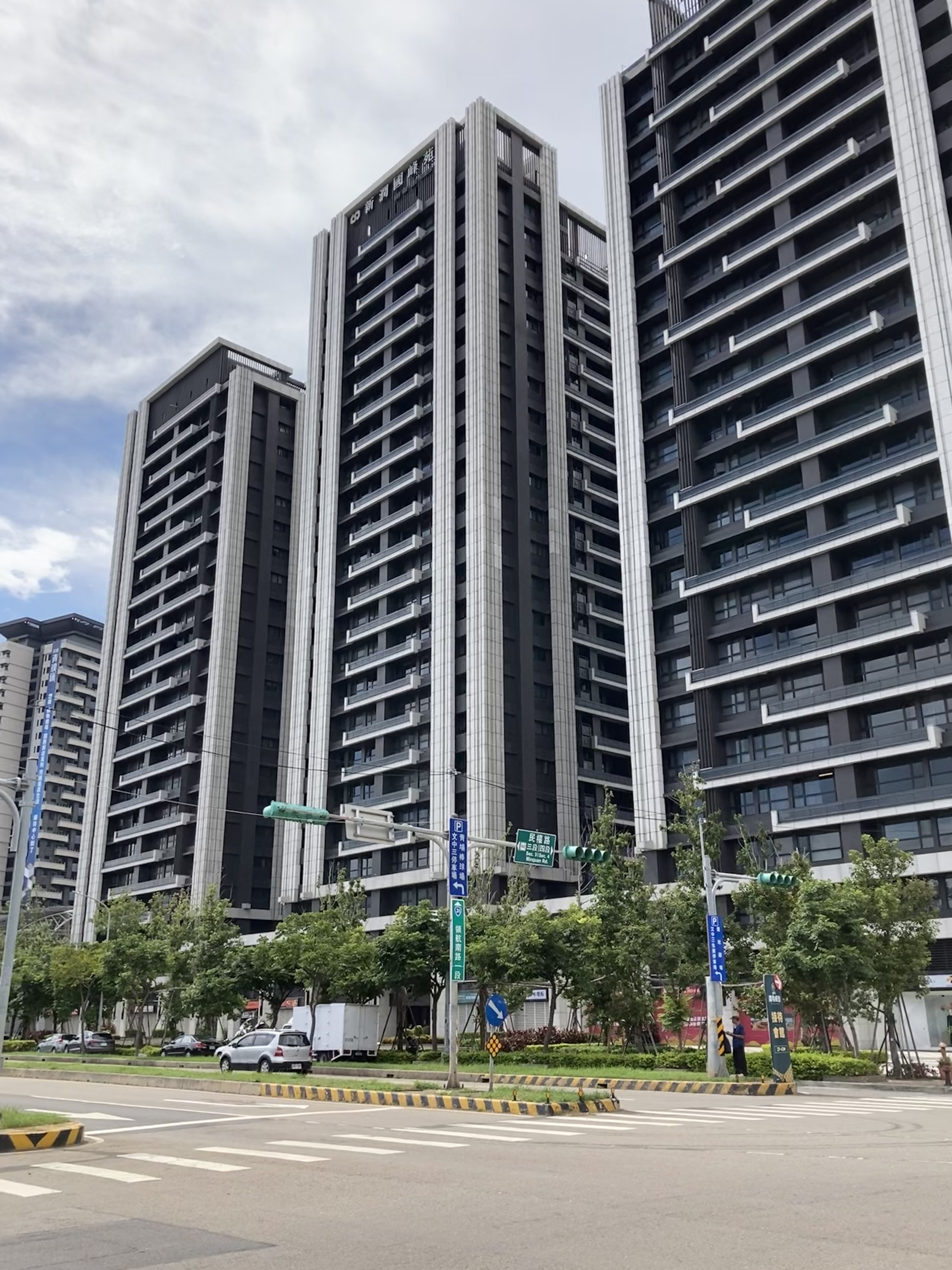
青埔為桃園市發展快速的市地重劃區之一，圖為領航路一景。

高速鐵路桃園車站特定區（簡稱青埔、青埔特區）位於中壢區與大園區交界，計畫人口60,000人，面積490公頃，約四分之三屬中壢區，四分之一屬大園區。橫跨中壢區青埔里、芝芭里、洽溪里、青溪里以及大園區青山里、青峰里，此為區段徵收後一般認知之青埔，而不單指中壢區青埔里；以老街溪為界，以東為青山里、青峰里、青埔里，以西為洽溪里、青溪里、芝芭里。

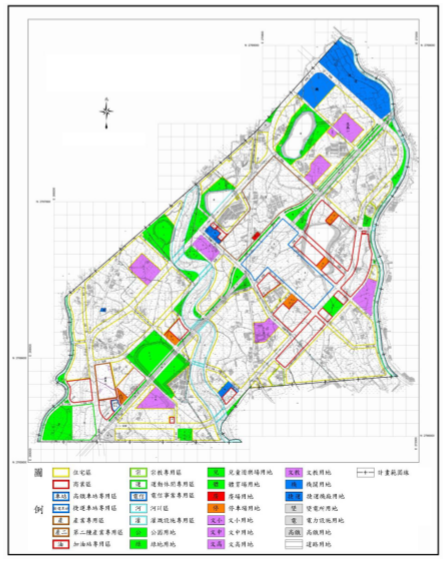
高速鐵路桃園車站特定區土地使用分區

2018年桃園市議員劉曾玉春及王浩宇提議，未來桃園市政府新市政中心大樓遷至交通便利的中壢區青埔重劃區：青埔鄰近臺灣桃園國際機場，且挾高鐵桃園站、桃園機場捷運之交通優勢。亦有提議未來桃園直轄市新市政中心大樓遷至中壢區高鐵桃園站特定區。政府規劃中之桃園航空城開發計畫於區內設有桃園航空城願景館，亞洲·矽谷計畫亦位於此區。
2016年臺灣燈會在高速鐵路桃園車站特定區舉辦，透過便捷的聯外交通，使首次由桃園市舉辦的臺灣燈會再次突破最高參觀人次紀錄。
依桃園市里鄰編組及區域調整自治條例第3條規定，都會區達3,500戶之里，得予劃分數里。2023年2月底青埔里達5,182戶，將由中壢區公所評估並擬定里劃分調整計畫後，於2024下半年函報市政府審核，再送桃園市議會審議通過後，於下屆里長選舉前1年(2025年)12月25日前公告，並於下屆里長選舉當年(2026年)上半年實施。

## 地質

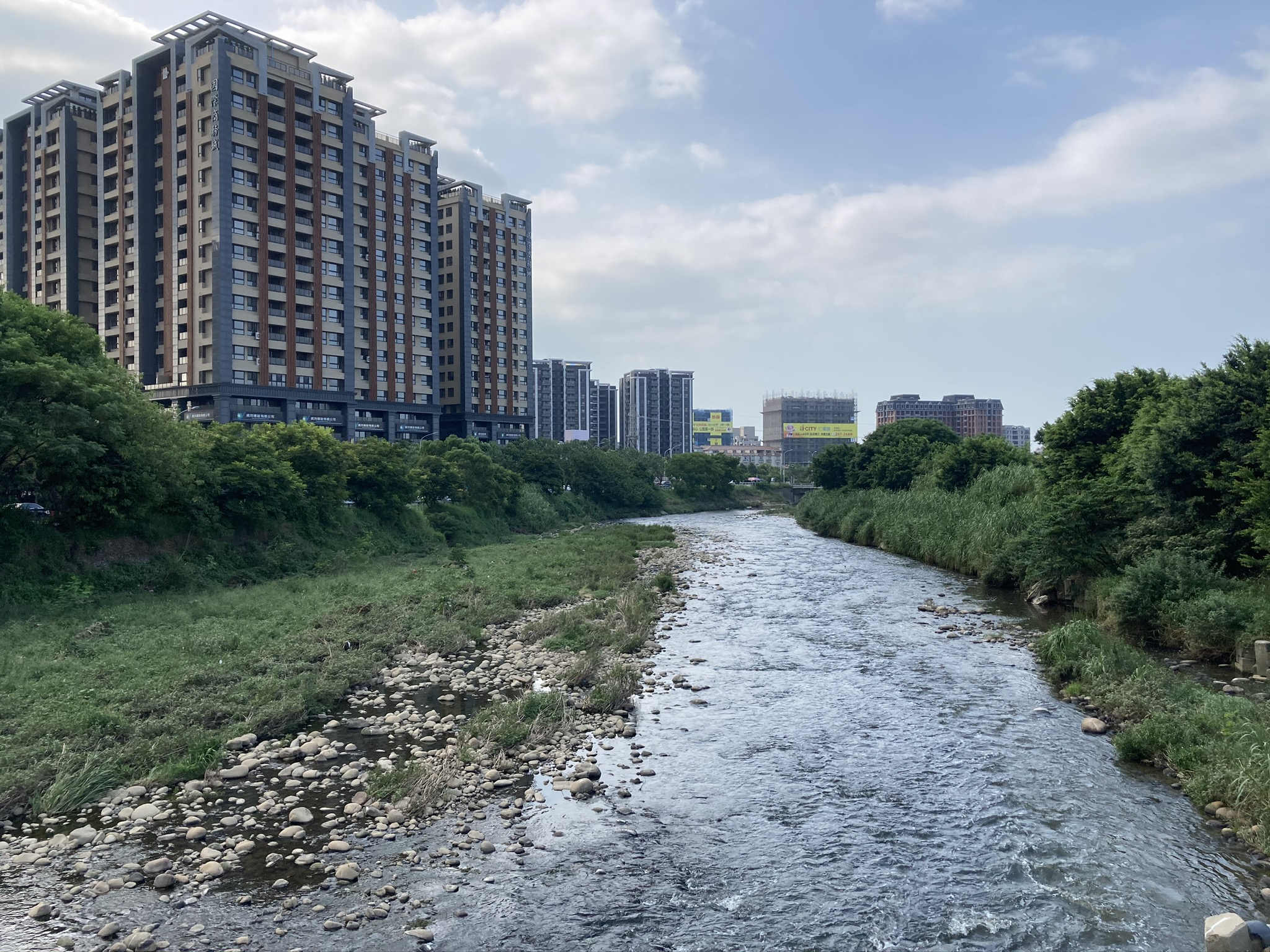
青埔新街溪段

青埔由老街溪、新街溪和洽溪沖積而成，地質屬於「礫石層」，礫石層以下為沒有土壤液化疑慮的「紅土層」，因此整體地質相當穩固。

## 交通

### 大眾運輸

#### 高速鐵路

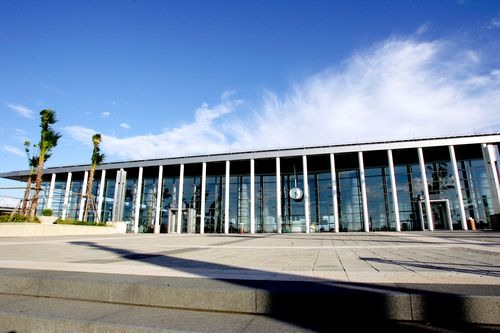
高鐵桃園站

- 高鐵桃園站

#### 大眾捷運
- 桃園捷運機場線
  - 領航站
  - 高鐵桃園站
  - 桃園體育園區站

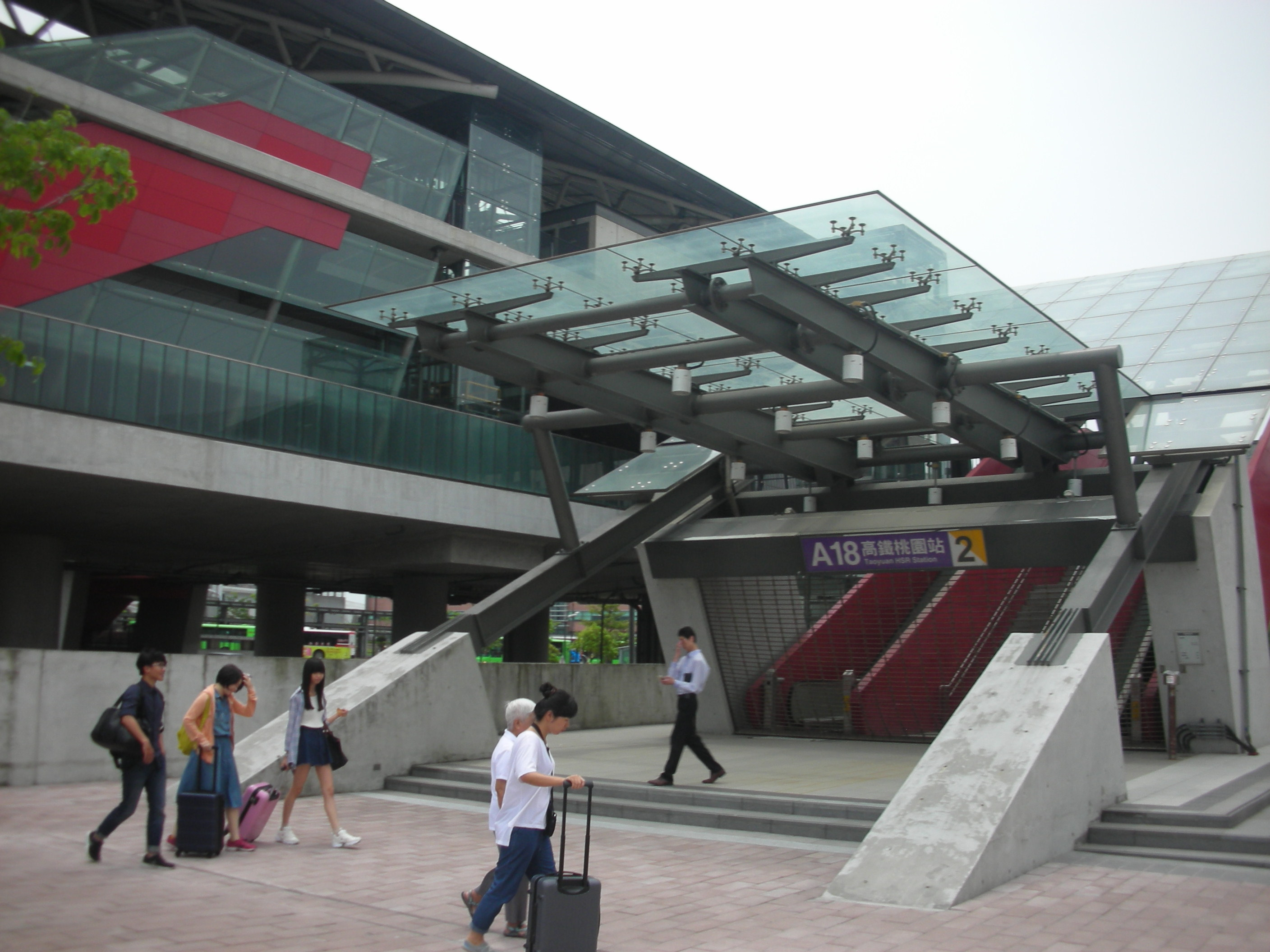
桃園捷運高鐵桃園站

- 桃園捷運青線預計由桃園車站連結至高鐵桃園站，全線預計採輕軌運輸系統。

#### 市區客運和國道客運
最初青埔地區的公車路線以中壢來往大園的桃園客運路線為主，然而自2006年臺灣高鐵通車，為加強與市區之間的接駁，中壢客運、統聯客運亦陸續推出多條以高鐵桃園站為端點的路線。除了聯外的公路客運、市區公車，鄰近的中壢、蘆竹、大園、新屋四區亦有桃園市樂活巴之免費公車規劃，其中蘆竹、大園、新屋的路線主要是用以高鐵站的接駁。
- 市區公車
  - 170：中壢－高鐵桃園站（高鐵快捷公車）
  - 172：中壢－中央大學
  - 173：中壢－中央大學
  - 206：桃園－大竹－高鐵桃園站（高鐵快捷公車）
  - 206A：桃園－大竹－高鐵桃園站（經領航站）
  - 208：高鐵桃園站－內壢－八德（含208A）
  - 210：高鐵桃園站－大崙－過嶺
  - 302：高鐵桃園站－經國轉運站－桃園
  - 302A：高鐵桃園站－蘆竹區公所
  - 707A：桃園市政府－桃園高中－桃園國際棒球場
  - 5081：中壢－下洽溪－大園
  - 5087：中壢－青埔－高鐵桃園站－大園(含5087A繞大園國際高中)
  - 5089：中壢－青埔－高鐵桃園站－大園－機場

- 桃園市樂活巴
  - 中壢區
    - L206：大崙橘線
    - L207：大崙紫線
    - L209：內定青埔灰線

  - 新屋區
    - L605：新屋區公所⇔高鐵桃園站
    - L605A：新屋區公所⇔高鐵桃園站⇔林口長庚醫院

### 公路
聯外高速公路
- 中山高速公路
  - 57 內壢內壢交流道
  - 60 中豐中豐交流道（規劃中）
- 機場支線
  - 2 大園大園交流道
  - 5 大竹大竹交流道

省道
- 台31線：高鐵橋下桃園段道路

市道
- 市道113號：領航北路、中豐北路
- 市道113號丙線：新生路

## 公共設施

### 運動場地
- 桃園體育園區
  - 桃園國際棒球場
  - 青埔運動公園
- 桃園市立青埔慢速壘球場
- 桃園市立青埔足球場

### 公園

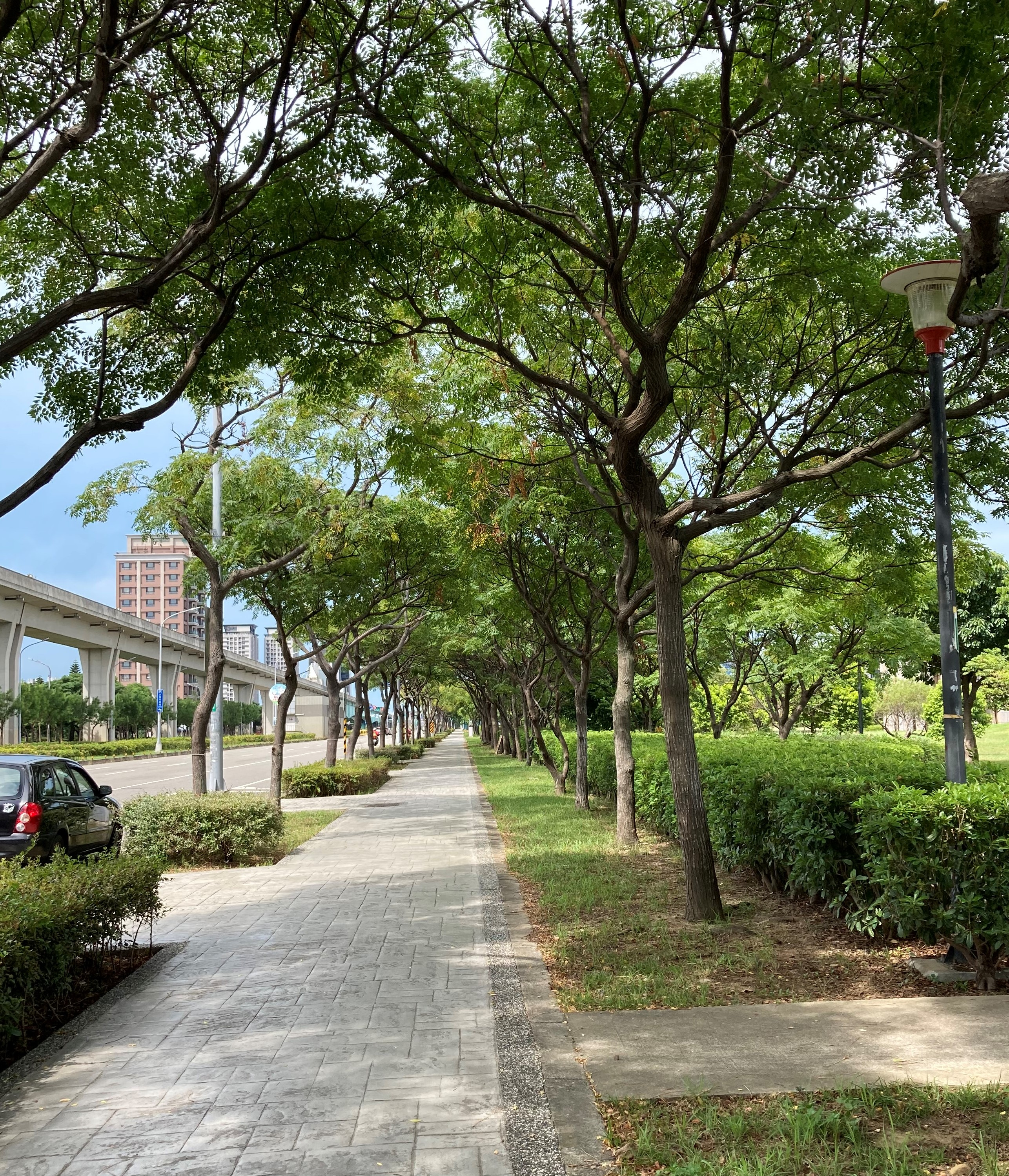
青塘園綠蔭人行道

青塘園一景。

- 青塘園
- 橫山書法公園[7]

### 教育機構
高級中學
- 桃園市立大園國際高級中學

國民中學
- 桃園市立青埔國民中學

國民小學
- 桃園市中壢區芭里國民小學
- 桃園市中壢區青埔國民小學
- 桃園市中壢區青園國民小學

幼兒園
- 桃園市立中壢高鐵幼兒園
- 桃捷非營利幼兒園

### 文教設施
- 桃園市立美術館（興建中），地點為青塘園旁的公十三用地[8]。
- 橫山書法藝術館

## 其他

### 商場與超市
- 華泰名品城
- 環球購物中心桃園A19
- 新光影城桃園商場
- 宜家家居桃園店
- 家樂福青埔店
- 全聯福利中心中壢領航店
- 全聯福利中心大園春德店
- 全聯福利中心中壢永順店
- 楓康超市青埔店

### 娛樂場所

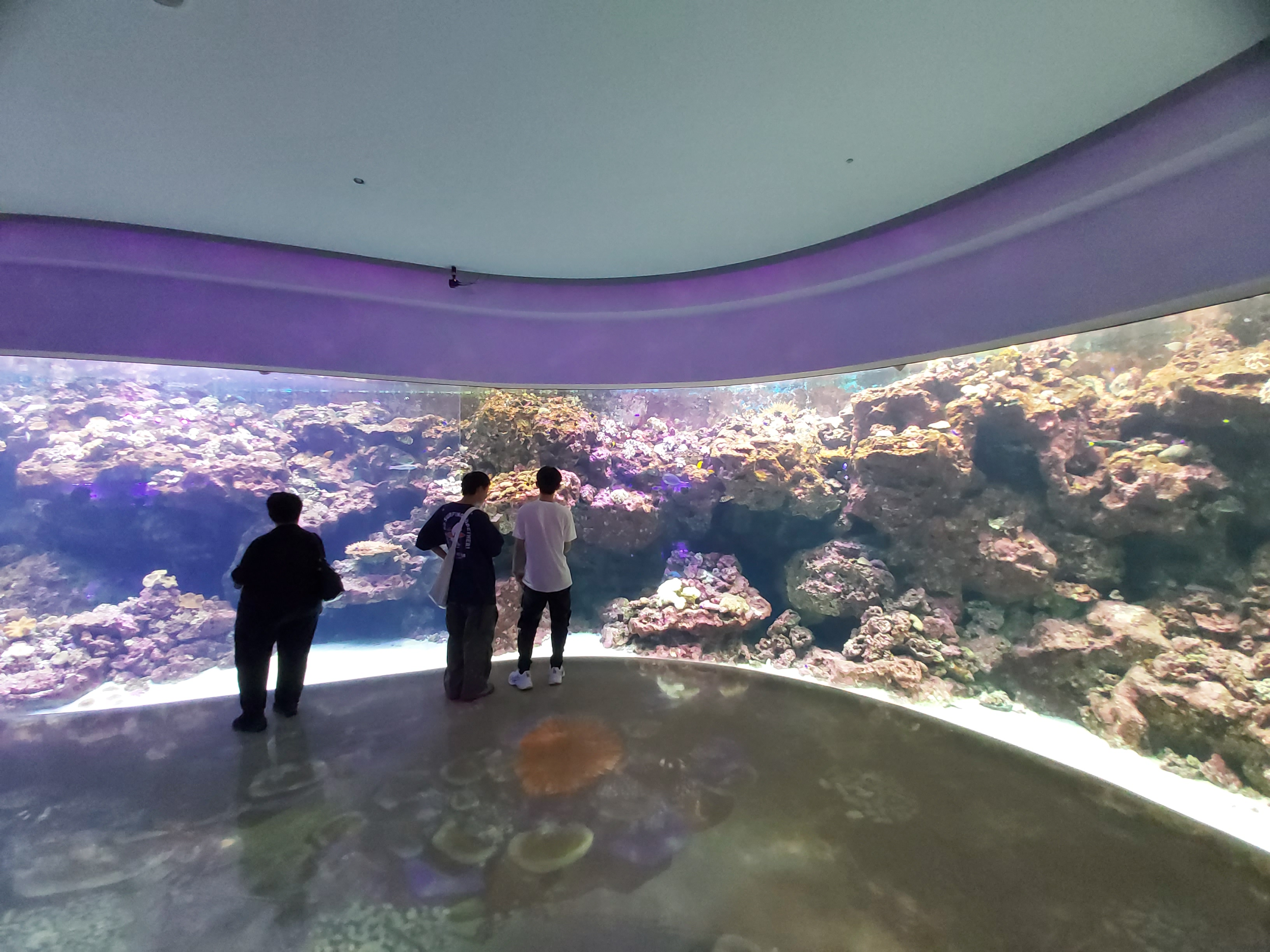
Xpark台灣橫浜八景島水族館

- 桃園青埔新光影城
- 喜樂時代影城桃園A19店
- Xpark台灣橫浜八景島水族館

### 金融
- 大園區農會青埔辦事處[9]
- 台灣銀行亞矽創新分行（中壢區青峰路一段37號），是該銀行中壢第5間分行。
- 台灣土地銀行青埔分行，是該銀行中壢第4間分行。
- 三信商業銀行青埔分行，是該銀行中壢第1間分行。
- 台灣新光商業銀行青埔分行，由中壢壢新分行遷移。
- 彰化商業銀行青埔分行，是該銀行中壢第4間分行。
- 合作金庫商業銀行青埔分行，是該銀行中壢第4間分行。
- 中國信託商業銀行青埔分行，是該銀行中壢第4間分行。
- 第一商業銀行青埔分行，是該銀行中壢第5間分行。
- 中壢青埔郵局
- 國泰世華銀行青埔分行
- 台北富邦銀行青埔分行
- 華南商業銀行青埔分行

### 廟宇
- 青埔青昇宮
- 洽溪三聖宮
- 芭里啟元宮
- 廣天寺